# Convento de San Antonio de Padua (Sevilla)

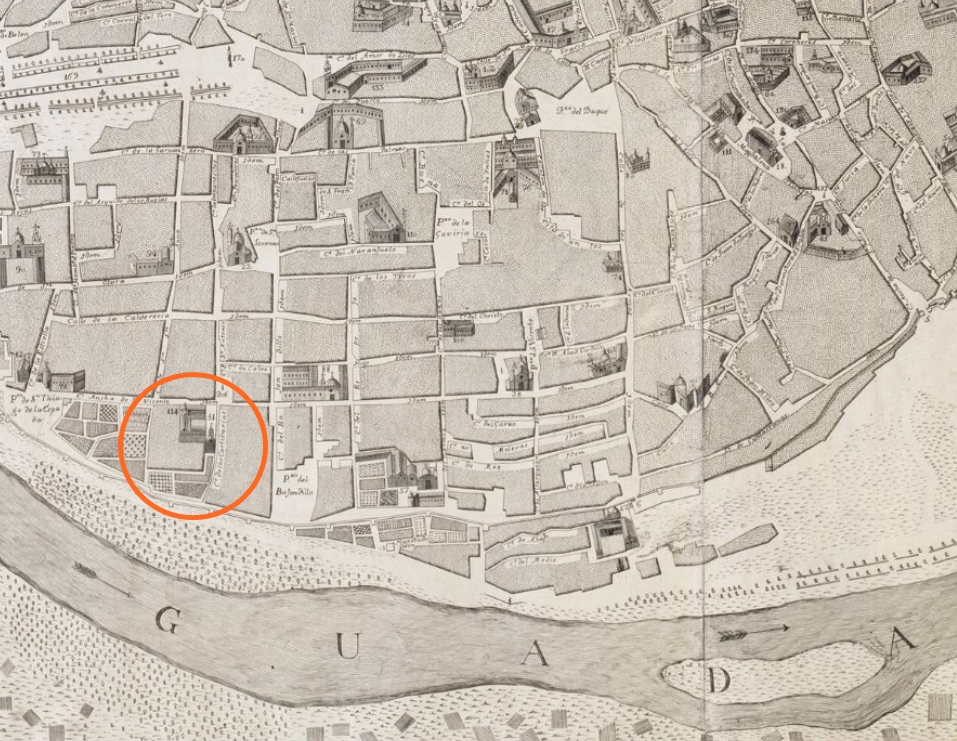
Convento de San Antonio de Padua de Sevilla (señalado en naranja). Plano de Sevilla del asistente Pablo de Olavide de 1771

El convento de San Antonio de Padua fue fundado en Sevilla (Andalucía, España) en el siglo XVI. Es de los franciscanos. La iglesia del convento es la sede de la Hermandad del Buen Fin y de la Hermandad de la Divina Pastora de San Antonio.

## Historia

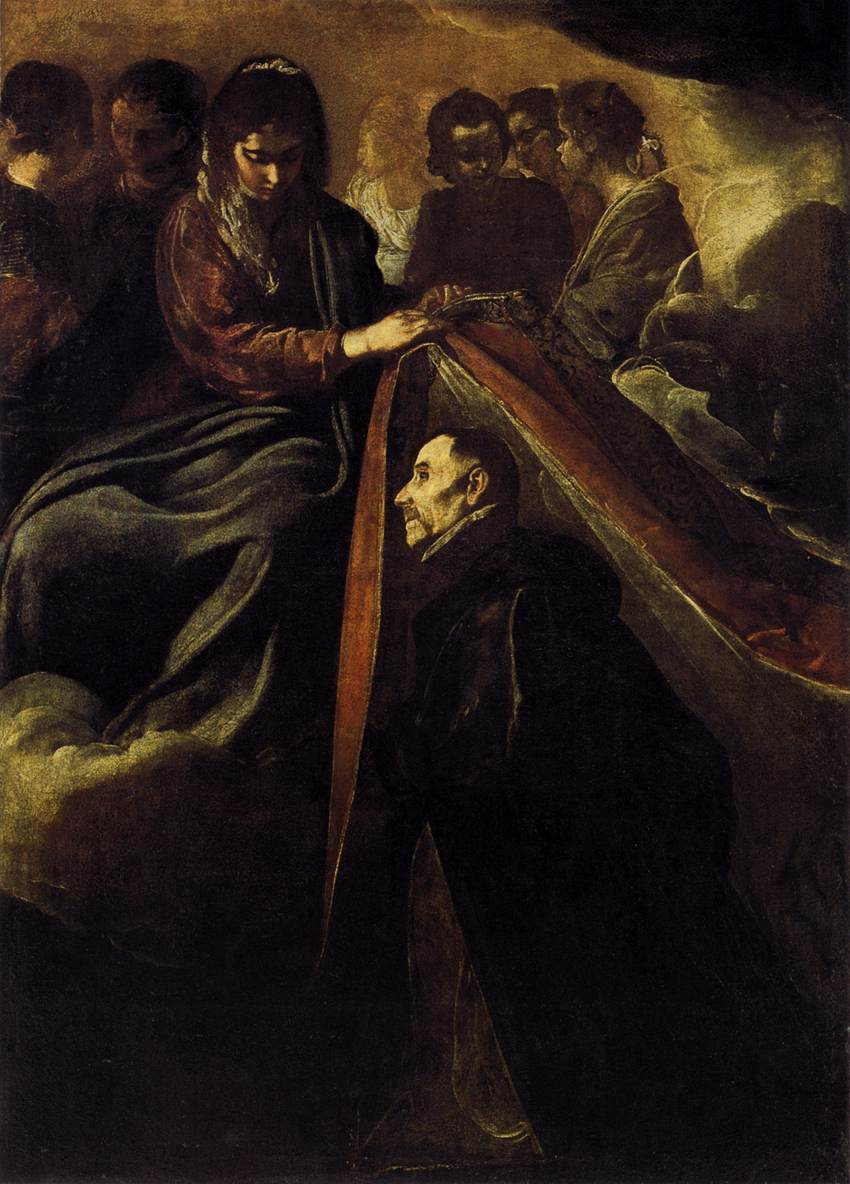
Imposición de la casulla a san Ildefonso. Diego Velázquez. Hacia 1622-1623. Estuvo en el convento. En el siglo XIX pasó al palacio arzobispal y en el siglo XX fue donado al Ayuntamiento de Sevilla.

A finales del siglo XVI el ministro general franciscano Buenaventura Calatagirona quiso fundar un convento con hospital de la Orden de Hermanos Menores de la Regular Observancia en la provincia de Nuestra Señora de los Ángeles para darle servicio a los frailes de los conventos de San Francisco del Monte, San Francisco de los Ángeles y San Francisco de las Aguas Santas. Le fue ofrecido como sede el Convento de Regina Angelorum, entonces deshabitado, aunque prefirió instalarlo en 1595 extramuros de la ciudad, en una casa cerca del Hospital de San Lázaro. La riada de 1596 dejó la casa en mal estado, por lo que buscaron una nueva sede.
El superior fray Diego de Boroa solicitó al cabildo municipal unos terrenos a las afueras de la puerta de la Macarena, entre el Hospital de las Cinco Llagas y unas huertas pertenecientes a la Parroquia de San Andrés. El asistente y el marqués de La Algaba, junto con cinco regidores y tres jurados, visitaron la parcela para comprobar la conveniencia del lugar. Finalmente, este les fue cedido gratuitamente por el cabildo en 1597, lo que fue confirmado posteriormente por Cédula Real.
Los frailes permanecieron solo cuatro años en este lugar. Con la autorización del cabildo, se instalaron en 1601 en unas casas compradas a Diego del Postigo, entre la calle Ancha de San Vicente y la muralla de la ciudad, cerca de la puerta de San Juan, en la collación de San Lorenzo.
La construcción del convento comenzó en 1627, siendo provincial de la orden fray Juan de la Palma. El nuevo hospital se construyó entre 1652 y 1659. El concejo municipal donó dinero para la construcción en 1627. El convento quedó terminado a finales del siglo XVII.
En 1630 se instaló en el convento la Venerable Orden Tercera de San Francisco, de seglares. Las familias Burcarelli y la Tello de Guzmán colaboraron con esta orden.
En 1648 en el convento había 39 religiosos, aunque lo habitual es que el número fuera de unos ochenta. El convento contaba también con un noviciado donde se impartían cursos de teología.
En 1809, durante la Guerra de la Independencia, por mando del gobernador militar de Sevilla, el convento fue usado como alojamiento del Tercer Batallón de las tropas españolas. En 1810, durante la invasión francesa de Sevilla, el convento fue exclaustrado y usado como alojamiento por las tropas francesas. En esta etapa de ocupación de la ciudad debió ser destruido el retablo mayor.
Los frailes regresaron al convento en 1813, realizando labores de restauración. En 1822, durante el Trienio Liberal, se destinó el edificio a sede del Gobierno en la ciudad y los frailes se trasladaron al Convento de San Pablo el Real. Regresaron al convento en 1823.
En 1835 el convento fue desamortizado. La iglesia permaneció abierta a cargo de un capellán. Posteriormente, el edificio del convento tuvo varios usos: cuartel, casa de vecinos y talleres mecánicos. En 1840 fue adquirido por Narciso Bonaplata, que construyó sobre la antigua huerta y convirtió el inmueble en una fundición de hierro. De esta salieron algunas piezas del Puente de Triana.
Durante algunos años del siglo XIX el convento fue ocupado por monjas salesianas, que lo convirtieron en un colegio de niñas, aunque fue abandonado posteriormente. El convento tuvo varios derribos para la creación de las calles del entorno (Narciso Bonaplata, Capitán Pérez de Sevilla y Cristo del Buen Fin) y para la creación de nuevas construcciones.
En 1935 los franciscanos volvieron a ocupar lo que quedaba del convento. Aunque se encontraba en mal estado, no se restauró. En 1956 se llevó a cabo el derribo del mismo para construir otro nuevo, más pequeño. Se conservaron iglesia y la sacristía.
En este convento se encontraba el cuadro Imposición de la casulla a san Ildefonso, de Diego Velázquez, de hacia 1622-1623. Este cuadro es propiedad del Ayuntamiento de Sevilla y se encuentra en la Fundación Focus.

## Iglesia de San Antonio de Padua
La portada es del siglo XVII y la espadaña del siglo XVIII. La fachada está decorada con un azulejo de San Antonio con el Niño Jesús, realizado por Enrique Orce en 1948.
El retablo mayor proviene del Convento de San Felipe Neri. Fue realizado por Jerónimo Balbás en 1711. Las estatuas son propias de este convento. En el centro del primer cuerpo se encuentra la Virgen de la Palma, imagen anónima del siglo XVII. En el centro del segundo cuerpo está San Antonio de Padua con el Niño Jesús, de Felipe de Ribas de 1642. En el ático del retablo se encuentra un Crucificado del siglo XVII con tres clavos flanqueado por santos terciarios franciscanos. En las calles laterales se encuentran San Francisco y Santo Domingo, Santa Coleta y San Benito de Palermo.
Tiene un púlpito de mármol rojo y negro. Está decorado con relieves de San Antonio y San Buenaventura, separados por columnas salomónicas. Fue realizado en la década de 1730.
La sillería del coro procede del Convento de San Felipe Neri.
El templo alberga un retablo con una escultura de Santa Ana, la Virgen y el Niño Jesús. Fue realizado a finales del siglo XVII. Junto a este hay un retablo con esculturas de San Francisco y San Sebastián, que pudieran ser del siglo XVIII. Así mismo, hay un retablo del siglo XVII modificado en el siglo XIX con una escultura de la Divina Pastora de José Montes de Oca de 1732.
En el lado del Evangelio están las estatuas de San Buenaventura y San Antonio. En la iglesia también se encuentra el retablo de San Francisco, del siglo XIX, de estilo neoclásico, flanqueado por San Sebastián y la Virgen de Fátima. Junto a él está el retablo de la Virgen de los Ángeles, del siglo XVII, flanqueada por San José, San Luis Gonzaga y San Juan Evangelista en el ático.
En la iglesia también se encuentra el Cristo del Buen Fin, de Sebastián Rodríguez, discípulo de Juan de Mesa, de 1645.

## Hermandades
Desde 1605 tuvo su sede en la iglesia de este convento la Hermandad del Santo Sudario, el Santísimo Cristo del Buen Fin y Nuestra Señora de la Palma, fundada por el gremio de curtidores en 1590 en la Iglesia de San Juan de la Palma. La hermandad desapareció con la desamortización del convento, en 1835. Fue refundada en 1883 y tuvo su sede en la Iglesia de San Pedro. En 1908 se trasladó a la Iglesia del Convento de San Antonio de Padua.
En 1642 el convento dio a Felipe de Ribas una capilla de la iglesia del convento como parte del pago del retablo mayor que estaba haciendo. En 1644 Ribas le cedió el uso de la misma a la Hermandad de Santa Isabel de Portugal, fundada por los portugueses en Sevilla. En 1646 le entregó la capilla a la hermandad a cambio del valor que tenía cuando le fue entregada, 1000 maravedíes. Ribas y su esposa donaron 600 maravedíes a la hermandad.
En 1730 fray Isidoro de Sevilla fundó la Hermandad de la Divina Pastora en la Iglesia Parroquial de San Lorenzo. En 1911 la Iglesia de San Lorenzo fue restaurada y la hermandad se trasladó a la Iglesia del Convento de San Antonio de Padua. Las obras de restauración finalizaron, pero la hermandad decidió permanecer en esta iglesia.
En 1924 se trasladó a la iglesia de este convento la Hermandad de Jesús ante Anás, Santísimo Cristo del Mayor Dolor y María Santísima del Dulce Nombre. En 1968 se estableció en la Iglesia de San Lorenzo.
También en la iglesia de este convento tuvo una sede de la Antigua, Fervorosa, Ilustre y Franciscana Hermandad del Redil Eucarístico de la Divina Pastora de las Almas, fundación de la hermandad es que está probada su existencia en 1710 en el convento de San Antonio de Padua. Cuando esta hermandad desapareció con la desamortización del convento, en 1835. En 1908 se trasladó a la Iglesia del Convento de San Antonio de Padua. y no estaba en los libretos de glorias de sevilla hasta 2019.